# Værktøj
|  | Sammenskrivningsforslag Artiklen Redskab er foreslået føjet ind i Værktøj. (Siden april 2022) Diskutér forslaget |

Værktøj er genstande, der er formet og indrettet således, at de er formålstjenlige til brug ved udførelsen af et bestemt arbejde. Noget værktøj er alment brugt, f.eks. skruetrækker, hammer og tang, mens andre typer værktøj er kun anvendt i en bestemt sammenhæng i et særligt håndværk, eksempelvis smedens ambolt, skovarbejderens læggeambolt, bødkerens bindteblok eller orgelbyggerens blyhøvl.

## Eksterne Henvisninger
- http://ordnet.dk/ods
- http://www.baskholm.dk/haandbog/haandbog.html Arkiveret 16. september 2008 hos  Wayback Machine